# Silas Wright
Silas Wright, Jr., född 24 maj 1795 i Amherst, Massachusetts, död 27 augusti 1847 i Canton, New York, var en amerikansk politiker (demokrat). Han var den 16:e guvernören i delstaten New York 1845-1847.
Wright tillbringade sin barndom i Vermont och utexaminerades sedan 1815 från Middlebury College. Han flyttade året därpå till delstaten New York och studerade juridik. Han inledde 1819 sin karriär som advokat i Canton, New York. Han var ledamot av delstatens senat 1824-1827 och ledamot av USA:s representanthus 1827-1829.
Han var ansvarig för delstaten New Yorks räkenskaper 1829-1833 och blev en nära allierad till Martin Van Buren. Van Buren och hans närmaste krets, dit också Wright ingick, blev kända under beteckningen Albany Regency. Grupperingen styrde Demokratiska partiet i delstaten New York under Van Burens storhetstid och den innebar tillkomsten av en av USA:s första så kallade politiska maskiner. Klientelism i USA går under beteckningen machine politics.
Wright blev utnämnd till USA:s senat, när senator William L. Marcy avgick i januari 1833 för att tillträda som guvernör i New York. Wright lyckades sedan bli omvald till senaten och han avgick som senator först i november 1844.
Wright tjänstgjorde i två år som guvernör i New York. Han kandiderade till omval men besegrades av whigpartiets kandidat John Young. Young efterträdde Wright som guvernör i januari 1847. Wright avled i augusti samma år och hans grav finns på Old Canton Cemetery i Canton, New York.